# جيمس ماكمانوس
جيمس ماكمانوس (بالإنجليزية: James McManus)‏ هو لاعب بوكر أمريكي، ولد في 22 مارس 1951 في مانهاتن في الولايات المتحدة.

## وصلات خارجية
- جيمس ماكمانوس على موقع IMDb (الإنجليزية)
- جيمس ماكمانوس على موقع ميوزك برينز (الإنجليزية)
- جيمس ماكمانوس على موقع قاعدة بيانات الفيلم (الإنجليزية)